# Feretrius quadrioculatus
Feretrius quadrioculatus – gatunek kosarza z podrzędu Laniatores i rodziny Samoidae. Jedyny znany przedstawiciel monotypowego rodzaju Feretrius.

## Występowanie
Gatunek wykazany z Samoa.